# Charlemont
Charlemont är en kommun (town) i Franklin County, Massachusetts, USA. Vid folkräkningen år 2010 bodde 1 266 personer på orten. Den har enligt United States Census Bureau en area på totalt 68,3 km², varav 1,1 km² är vatten.